# 上山紗奈
上山 紗奈（かみやま さな、1988年8月23日 - ）は、日本の女性グラビアアイドル。

## プロフィール
- 石川県出身。有限会社スターブリッジプロモーション所属。
- かつてはアイドルユニットB-Limit.（ビーリミット）として活動したが、現在は脱退し、2011年から三木綾乃（現山岡綾乃）とともに「mocomoco」として活動をするも2013年いっぱいで解散。
- NARUTOとテレビ東京が大好き。デイダラ。